# المسلمي
قرية المسلمى هي إحدى القرى التابعة لمركز ههيا في محافظة الشرقية في جمهورية مصر العربية. حسب إحصاءات سنة 2006، بلغ إجمالي السكان في المسلمى 3577 نسمة، منهم 1931 رجل و1646 امرأة.